# Frederico Gassenferth
Frederico Gassenferth (Florianópolis, 15 de junho de 1898 – 14 de junho de 1970) foi um político brasileiro. 
Filho de Carlos Gassenferth e de Joana Gassenferth. Casou com Herta Gassenferth.
Foi candidato a deputado estadual para a Assembleia Legislativa de Santa Catarina pela União Democrática Nacional (UDN), recebendo 2.581 votos. Ficou na posição de suplente, convocado para a 3ª Legislatura (1955-1959).